# Ďanová
Ďanová je obec na Slovensku v okrese Martin, asi 8 km jižně od okresního města Martin.

## Historie
První písemná zmínka o obci pochází z roku 1252, kdy byla známa pod původním názvem Villa Jank, tedy Janova Ves. Později prameny uvádějí název Lúka Dyan. Malá vzdálenost od Blatnického hradu způsobila, že rychle své zemanské postavení ztratila a stala se poddanskou obcí pánů Blatnice. Ke hradu patřila do roku 1848.
Znak obce pochází z roku 1862 a zobrazuje lemeš pluhu, jako znak rolnického způsobu života jejího obyvatelstva.
Ďanová byla v okrese Turiec známá jako obec s bohatou olejářskou tradicí. U blatnického potoka v minulosti stály dva mlýny a pila. V obci byla i kovárna a rozvíjela se tu tkalcovská výroba.
V roce 1895 vznikl v obci dobrovolný hasičský sbor, který pomáhal při likvidaci požárů a ochraně majetků občanů.
Jihovýchodně od Ďanové se nachází rybník, na kterém se každý rok organizuje rybářská soutěž v lovu ryb. V 60. letech se tu těžila rašelina a tak vznikl rybník do kterého napustili ryby. V roce 2005 byl vyčištěný a prohloubený. Každoročně se tu jezdí v létě rekreovat lidé z okolních měst.
Vzácnou památkou je i zvonice z 19. století, dále například staré sklepy, které stále slouží pro uskladnění brambor a zeleniny. V obci se nachází i rodný dům akademika Otta Vrtiaka, na který byla Obecním úřadem v roce 2003 vyvěšená pamětní deska.

## Geografie
Obec se nachází v nadmořské výšce 449 metrů a rozkládá se na ploše 7,662 km². K 31. prosinci roku 2016 žilo v obci 555 obyvatel.

## Sport
V obci sídlí fotbalový klub FK Ďanová.